# Proviseux-et-Plesnoy
Proviseux-et-Plesnoy è un comune francese di 115 abitanti situato nel dipartimento dell'Aisne della regione dell'Alta Francia.

## Società

### Evoluzione demografica
Abitanti censiti